# Мирзоева, Мансура Мейбулла кызы
Мансура Мейбулла кызы Мирзоева (азерб. Mənsurə Meybulla qızı Mirzəyeva; 12 августа 1924, Алар, Ленкоранский уезд — 3 февраля 2016, там же) — советский азербайджанский хлебороб, Герой Социалистического Труда (1950).

## Биография
Родилась 12 августа 1924 года в селе Алар Ленкоранского уезда Азербайджанской ССР (ныне село в Джалилабадском районе).
С 1939 года — колхозница, звеньевая колхоза «Красный Аллар», с 1963 года — бригадир совхоза имени 26 бакинских комиссаров Джалилабадского района. В 1949 году обеспечила получение урожая пшеницы по 28,2 центнера с гектара на площади 20 гектаров.
Указом Президиума Верховного Совета СССР от 17 августа 1950 года за получение высоких урожаев пшеницы в 1949 году Мирзоевой Мансуре Мейбулла кызы присвоено звание Героя Социалистического Труда с вручением ордена Ленина и золотой медали «Серп и Молот».
Активно участвовала в общественной жизни Азербайджана. Член КПСС с 1954 года. Депутат Верховного Совета Азербайджанской ССР 7-го созыва.
С 2002 года — президентский пенсионер.
Скончалась 3 февраля 2016 года в родном селе.